# Publizität
Publizität (lateinisch publicare, „öffentlich zugänglich machen, preisgeben, veröffentlichen“; zu lateinisch publicus, „öffentlich“, Publikum) ist im Rechnungswesen und in der Wirtschaft die Veröffentlichung von Unternehmensdaten über die Vermögens-, Finanz- und Ertragslage von Unternehmen aus einem bestimmten Geschäftsjahr.

## Allgemeines
Die Öffentlichkeit, insbesondere Anleger, Gläubiger (Lieferanten, Kreditinstitute), Investoren, Massenmedien und auch das Finanzamt hat ein Interesse daran, Informationen über die wirtschaftlichen Verhältnisse von Unternehmen zu erhalten. Publizität ist in diesem Zusammenhang die Unterrichtung der Öffentlichkeit über relevante Ereignisse. Publizität im Rahmen der Public Relations kann den Firmenwert und Shareholder Value steigern sowie die Marktentwicklung des Kapitalmarkts beeinflussen.

## Arten
Publizität im weiteren Sinne wird bei Unternehmen oder sonstigen Personenvereinigungen durch Eintragungen in öffentlich zugänglichen Registern wie Handelsregister, Genossenschaftsregister, Partnerschaftsregister oder Vereinsregister hergestellt („Registerpublizität“). Beim Handelsregister sind „positive“ und „negative Publizität“ zu unterscheiden. Die Publizität ist bei öffentlichen Registern für jedermann durch die Möglichkeit der Einsichtnahme hergestellt, eingeschränkt jedoch bei erforderlichem berechtigtem Interesse (Grundbuch nach § 12 Abs. 1 GBO, Wertpapierregister nach § 10 Abs. 2 eWpG). 
Im engeren Sinne geht es bei der Publizität jedoch um Unternehmensdaten der wirtschaftlichen Entwicklung. Hierbei wird unterschieden zwischen
- regelmäßiger Publizität: Jährlicher Geschäftsbericht, Jahresabschluss (nebst Anhang, Lagebericht, Risikobericht und Umweltbericht) und Zwischenberichterstattung sowie
- unregelmäßiger Publizität: insbesondere bei Unternehmensgründungen, Emissionen von Aktien oder Anleihen beim Börsengang sowie Ad-hoc-Publizität.

Die Börsenpublizität ergibt sich aus § 23 BörsG, wonach der Börsenrat vor der Zulassung zum Handel Geschäftsbedingungen für den Handel an der Börse zu erlassen hat. Dazu  bedürfen Wertpapiere, die im regulierten Markt an einer Börse gehandelt werden sollen, nach § 32 Abs. 1 BörsG der Zulassung oder der Einbeziehung durch die Börsengeschäftsführung. Der Umfang der Börsenpublizität ist nach den regionalen Börsenordnungen vom Börsensegment abhängig.

## Rechtsfragen
Um Publizität herzustellen, gibt es Publizitätsvorschriften, die gesetzlich Art und Umfang der Publizität festlegen.
Rechtsformunabhängige Publizität
Unabhängig von der Rechtsform sorgt das Publizitätsgesetz (PublG) für Publizitätspflichten, wenn mindestens zwei der drei folgenden Merkmale zutreffen und diese in drei aufeinanderfolgenden Schlussbilanzen erfüllt sind (§ 1 Abs. 1 PublG):
- Die Bilanzsumme übersteigt 65 Millionen Euro,
- Die Umsatzerlöse übersteigen 130 Millionen Euro und
- Im Jahresdurchschnitt wurden mehr als 5.000 Arbeitnehmer beschäftigt.

In § 1 Abs. 2 PublG werden Anrechnungsmöglichkeiten erlaubt. Die Anzeigepflicht bei Überschreiten dieser Schwellenbeträge an den Betreiber des Bundesanzeigers ergibt sich aus § 2 Abs. 2 PublG. Die Publizitätspflicht besteht gemäß § 3 Abs. 1 PublG für Personenhandelsgesellschaften, für die kein Jahresabschluss nach § 264a HGB oder § 264b HGB aufgestellt wird, Einzelkaufleute, wirtschaftliche Vereine, gewerblich tätige privatrechtliche Stiftungen sowie Körperschaften, Anstalten oder Stiftungen des öffentlichen Rechts, die Kaufmann nach § 1 HGB sind oder als Kaufmann im Handelsregister eingetragen sind. Nach § 3 Abs. 2 PublG gelten diese Publizitätspflichten nicht für Genossenschaften, Kreditinstitute (nach § 340 HGB), Versicherungsunternehmen (nach § 341 HGB), öffentlich-rechtliche Regiebetriebe und Verwertungsgesellschaften nach dem Verwertungsgesellschaftengesetz.
Rechtsformspezifische Publizität
Rechtsformspezifische Offenlegungspflichten gibt es für Kapitalgesellschaften. Sie haben gemäß § 325 Abs. 1 HGB den festgestellten oder gebilligten Jahresabschluss, den Lagebericht, die Erklärungen nach § 264 Abs. 2 Satz 3 HGB und § 289 Abs. 1 Satz 5 HGB und den Bestätigungsvermerk oder den Vermerk über dessen Versagung sowie den Bericht des Aufsichtsrats und die nach § 161 AktG vorgeschriebene Erklärung offenzulegen. Die Unterlagen sind in elektronischer Form beim Betreiber des Bundesanzeigers in einer Form einzureichen, die ihre Bekanntmachung ermöglicht. Sie sind spätestens ein Jahr nach dem Bilanzstichtag des Geschäftsjahrs einzureichen, auf das sie sich beziehen (§ 325 Abs. 1a HGB). Kleine Kapitalgesellschaften müssen nach § 326 Abs. 1 HGB lediglich die Bilanz und den Anhang, jeweils ohne Gewinn- und Verlustrechnung, einreichen. Weitere Erleichterungen sind für mittelgroße Kapitalgesellschaften vorgesehen (§ 327 HGB). Diese Unterlagen werden gemäß § 8b Abs. 2 Nr. 4 HGB im Unternehmensregister der Öffentlichkeit zugänglich gemacht.
Genossenschaften haben gemäß § 339 Abs. 1 HGB Jahresabschluss, Lagebericht und weitere Informationen beim Betreiber des Bundesanzeigers elektronisch einzureichen. Kreditinstitute müssen nach § 26 KWG den Jahresabschluss in den ersten drei Monaten des Geschäftsjahres für das vergangene Geschäftsjahr aufstellen und den aufgestellten sowie später den festgestellten und mit Bestätigungsvermerk versehenen Jahresabschluss und den Lagebericht der Bankenaufsicht und der Deutschen Bundesbank jeweils unverzüglich einreichen. Eine spezifische Bankenpublizität besteht im Rahmen des Meldewesens gegenüber der BaFin. Versicherungsunternehmen haben gemäß § 37 Abs. 1 VAG den von den gesetzlichen Vertretern aufgestellten sowie später den festgestellten Jahresabschluss und den Lagebericht der Versicherungsaufsicht jeweils unverzüglich einzureichen.
Die aktienrechtliche Publizität wird vom Handelsregister überwacht, die börsenrechtliche vom Börsenrat. Publikumsgesellschaften sind Rechtsformen, die vollständige Publizität präsentieren und breiten Streubesitz aufweisen wie die Aktiengesellschaft oder Europäische Gesellschaft.  

## Grenzen der Publizität
Die Grenzen der Publizität liegen dort, wo es um Betriebs- und Geschäftsgeheimnisse geht, deren Wahrung gegenüber der Öffentlichkeit dem Unternehmen gestattet sein muss. Der Schutz des Betriebs- und Geschäftsgeheimnisses ergibt sich aus § 93 Abs. 1 AktG, wonach über Betriebs- oder Geschäftsgeheimnisse, die den Vorstandsmitgliedern durch ihre Tätigkeit im Vorstand bekanntgeworden sind, Stillschweigen zu bewahren ist. Sogar verfassungsrechtlich (Art. 12 und Art. 14 GG) und unionsrechtlich (Art. 17 GRC) wird das Betriebs- und Geschäftsgeheimnis garantiert. Im Lagebericht kann beispielsweise ein Spannungsfeld zwischen Publizität und Betriebs- und Geschäftsgeheimnis etwa durch die Angabe der Anteile der Produkte oder Dienstleistungen in den einzelnen Absatzmärkten oder der Exportquoten entstehen.
Die Publizität wird überspannt, wenn durch Bilanzfälschung eine bewusste Desinformation und Täuschung der Öffentlichkeit stattfindet.

## Kommunikations- und Medienwissenschaft
In der Kommunikations- und Medienwissenschaft bedeutet Publizität, dass Medien veröffentlicht werden,  allgemein öffentlich zugänglich sind und ein breites Publikum angesprochen wird. Dabei kann man drei Grade an Publizität unterscheiden: öffentlich (z. B. Pressemitteilung), halb-öffentlich (z. B. Ausschusssitzungen) und geheim (z. B. Geheimvertrag).